# PT字體
PT字體（英語：Public Type、PT Fonts，「公眾字體」）是一個自由字型家族，由「PT Sans」無襯線字型、「PT Serif」襯線字型及「PT Mono」等寬字型組成，於2009年發佈。它們是由俄羅斯聯邦新聞出版與傳媒署委托ParaType設計和製作，是紀念彼得大帝推行俄语正写法改革300週年的計劃之一。PT字體支援包括俄羅斯少數民族語言在內的的西里爾字母、俄文西里爾字母及拉丁字母。
PT字體主要由Alexandra Korolkova設計，包含無襯線字型、襯線字型及等寬字型，其中無襯線字型及襯線字型各自都有一款為小字型下閱讀優化的版本。它們以SIL開源字型授權發佈，而PT Sans亦在ParaType的自由字型授權下發佈。該字型的寛體、窄體和特重等變體則由ParaType以「PT Sans Pro」和「PT Serif Pro」出售。

## 特徵

PT Sans中的俄羅斯盧布符號

該字體包括支援拉丁字母和西里爾字母，並包含幾乎全俄羅斯少數民族語言所用的字母。此外，它們亦支援在2013年才獲官方承認的「₽」俄羅斯盧布符號。
在設計方面，PT字體內的字型的意大利體是特別設計，「a」字與「f」字在意大利體中都具有手寫風格。PT Serif雖然垂直筆畫較粗，但不同筆畫之間粗細變化有限，所以可被分類為襯線體過渡體。。它擁有為小字型閱讀而優化的版本，在被廣泛使用的自由字型中只有PT字體及EB Garamond有此版本，在自由字型中較為罕見。
開放源碼的PT Sans和PT Serif包含了常規（Regular）、意大利體、粗體及粗體意大利體四個字型。它們亦有X字高較高的「caption」變體，設計在小字型閱讀及室外指示牌中使用。PT Sans亦有窄體版，但該變體不包含意大利體；PT Serif的「caption」版本有意大利體變體；PT Sans的「caption」版本中有粗體變體。PT Mono則包含常規及粗體。
非自由版本的PT Sans擁有另外的輕字重「light」、半粗體「demi-bold」、特粗體「extra bold」及超粗體「black」變體，而PT Serif在此版本中加入了32個變體。此版本的PT字體支援不齊線數字及小型大寫字母。

## 作業系統支援

自由版本的PT字體

PT Sans自2010年及2011年起已分別可以在Fedora Linux和Gentoo Linux預設的軟件庫中取得。在OS X中，PT字體自Lion後已成為預設字體之一。

## 外部連結
- 字體主頁（页面存档备份，存于）
- Alexandra Korolkova專訪（页面存档备份，存于）